# Arsenał Charków (piłka nożna kobiet)
ŻFK Arsenał Charków (ukr. ЖФК «Арсенал» Харків) – ukraiński klub piłki nożnej oraz futsalu kobiet, mający siedzibę w mieście Charków w północno-wschodniej części kraju, grający w latach 1997–1998 w rozgrywkach futsalowej Wyższej Ligi, a w latach 2000–2005 piłkarskiej Wyższej Ligi.

## Historia
Chronologia nazw:
- 1997: ŻFK Charkiwjanka Charków (ukr. ЖФК «Харків'янка» Харків)
- 2002: ŻFK Charków (ukr. ЖФК «Харків»)
- 2003: ŻFK Charkiw-Kondycioner Charków (ukr. ЖФК «Харків-Кондиціонер» Харків)
- 2004: ŻFK Metalist Charków (ukr. ЖФК «Металіст» Харків)
- 2005: ŻFK Arsenał Charków (ukr. ЖФК «Арсенал» Харків)
- 2006: klub rozwiązano

Klub piłkarski Charkiwjanka został założony w Charkowie w 1997 roku. W sezonie 1997 drużyna zgłosiła się do rozgrywek futsalowej Wyższej Ligi kobiet, i zajęła trzecie miejsce. W następnym sezonie 1997/98 zespół zajął szóste miejsce. Jednak potem klub zrezygnował z dalszych występów w mistrzostwach futsalowych.
W 2000 drużyna piłkarska kobiet debiutowała w Wyższej Lidze Ukrainy, zajmując czwartą pozycję w grupie A. W 2002 klub zmienił nazwę na ŻFK Charków i zdobył wicemistrzostwo Ukrainy. W rozgrywkach Pucharu Ukrainy w finale przegrał w dogrywce z Łehenda-Czeksyłem Czernihów. W następnym sezonie 2003 klub z nowym sponsorem i nazwą Charkiw-Kondycioner Charków zdobył mistrzostwo i Puchar. W lutym 2004 jako sekcja piłki nożnej kobiet została wchłonięta w strukturę klubu Metalist Charków. Klub ponownie zdobył mistrzostwo. W sezonie 2004/05 klub reprezentował Ukrainę w rozgrywkach Ligi Mistrzów. Kiedy w 2005 były wiceprezes Metalista Witalij Danyłow przez konflikt z prezesem Metalista wraz z wieloma piłkarzami przeniósł się do klubu Arsenał Charków, sekcja piłkarska również przeszła do Arsenału. Męska drużyna Arsenału przyjęła nazwę FK Charków, a żeńska została z nazwą Arsenał Charków. Jednak w 2006 FK Charków odmówił finansowania kobiecej drużyny i klub został rozwiązany. Większość piłkarzy łącznie z trenerem zasiliła nowy klub Żytłobud-1 Charków.

## Barwy klubowe, strój, herb, hymn
|  |  |

Klub ma barwy czerwono-białe. Piłkarki domowe spotkania zazwyczaj grają w białych koszulkach, czerwonych spodenkach oraz białych getrach.

## Sukcesy

### Trofea międzynarodowe
| \| \| Zdobyte trofea w rozgrywkach międzynarodowych (stan na: 31-05-2018) \| |                                                                     |      |                  |
| Rozgrywki                                                                    | Osiągnięcie                                                         | Razy | Sezon(y)         |
| · Liga Mistrzyń UEFA                                                         | zdobywca                                                            | 0    |                  |
| · Liga Mistrzyń UEFA                                                         | finalista                                                           | 0    |                  |
| · Liga Mistrzyń UEFA                                                         | 1 runda kw.                                                         | 2    | 2004/05, 2005/06 |
| FIFA                                                                         | Zdobyte trofea w rozgrywkach międzynarodowych (stan na: 31-05-2018) |      |                  |

- Liga Mistrzyń

2. miejsce w grupie (2x): 2004/05 (gr. VI), 2005/06 (gr. VII)

### Trofea krajowe
Piłka nożna
| \| \| Zdobyte trofea w rozgrywkach Ukrainy (stan na: 31-05-2021) \| |                                                            |      |            |
| Rozgrywki                                                           | Osiągnięcie                                                | Razy | Sezon(y)   |
| Mistrzostwo                                                         | I miejsce                                                  | 2    | 2003, 2004 |
| Mistrzostwo                                                         | II miejsce                                                 | 2    | 2002, 2005 |
| Mistrzostwo                                                         | III miejsce                                                | 0    |            |
| Puchar                                                              | zdobywca                                                   | 2    | 2003, 2004 |
| Puchar                                                              | finalista                                                  | 2    | 2002, 2005 |
| II liga                                                             | I miejsce                                                  | 0    |            |
| II liga                                                             | II miejsce                                                 | 0    |            |
| II liga                                                             | III miejsce                                                | 0    |            |
| Ukraina                                                             | Zdobyte trofea w rozgrywkach Ukrainy (stan na: 31-05-2021) |      |            |

Futsal
| \| \| Zdobyte trofea w rozgrywkach Ukrainy (stan na: 31-05-2021) \| |                                                            |      |          |
| Rozgrywki                                                           | Osiągnięcie                                                | Razy | Sezon(y) |
| · Mistrzostwo                                                       | I miejsce                                                  | 0    |          |
| · Mistrzostwo                                                       | II miejsce                                                 | 0    |          |
| · Mistrzostwo                                                       | III miejsce                                                | 1    | 1997     |
| Puchar                                                              | zdobywca                                                   | 0    |          |
| Puchar                                                              | finalista                                                  | 0    |          |
| II liga                                                             | I miejsce                                                  | 0    |          |
| II liga                                                             | II miejsce                                                 | 0    |          |
| II liga                                                             | III miejsce                                                | 0    |          |
| Ukraina                                                             | Zdobyte trofea w rozgrywkach Ukrainy (stan na: 31-05-2021) |      |          |

## Poszczególne sezony
Piłka nożna
Futsal

### Rozgrywki międzynarodowe

#### Europejskie puchary
Legenda do wszystkich tabel:
- Q – runda eliminacyjna, 1/16, 1/8, 1/4, 1/2 – odpowiednia faza rozgrywek, Grupa – runda grupowa, 1r gr – pierwsza runda grupowa, 2r gr – druga runda grupowa, F – finał, R – runda, PO – play-off
- k. – rzuty karne, los. – losowanie, Dogr. – dogrywka, w. – zasada bramek strzelonych na wyjeździe

| Sezon   | Rozgrywki     | Runda | Przeciwnik         | Wynik | Ogólne     |
| ------- | ------------- | ----- | ------------------ | ----- | ---------- |
| 2004/05 | Liga Mistrzyń | 1r gr | KÍ Klaksvík        | 2–1   | 2. miejsce |
| 2004/05 | Liga Mistrzyń | 1r gr | Cardiff City       | 8–1   | 2. miejsce |
| 2004/05 | Liga Mistrzyń | 1r gr | AZS Wrocław        | 0–2   | 2. miejsce |
| 2005/06 | Liga Mistrzyń | 1r gr | AZS Wrocław        | 0–5   | 2. miejsce |
| 2005/06 | Liga Mistrzyń | 1r gr | Maccabi Holon      | 8–1   | 2. miejsce |
| 2005/06 | Liga Mistrzyń | 1r gr | AEK Kokkinochorion | 20–0  | 2. miejsce |

### Rozgrywki krajowe
Piłka nożna
| \| Ukraina \| Bilans występów klubu w rozgrywkach piłkarskich Ukrainy (Stan na 31 maja 2021 r.) \| \| |                                                                                   |        |       |   |   |   |    |    |     |           |        |        |      |
| Poziom                                                                                                | Rozgrywki                                                                         | Sezony | Mecze | Z | R | P | B+ | B– | Pkt | Lata      | Awanse | Spadki | Naj. |
| I | Wyszcza liha                                                                      | 6      |       |   |   |   |    |    |     | 2000–2005 | 0      | 0      | 1    |
| II | Persza liha                                                                       | 0      |       |   |   |   |    |    |     |           | 0      | 0      |      |
| | Puchar Ukrainy                                                                    | 6      |       |   |   |   |    |    |     | 2000–2005 | 0      | 0      | 1    |
| Ukraina                                                                                               | Bilans występów klubu w rozgrywkach piłkarskich Ukrainy (Stan na 31 maja 2021 r.) |        |       |   |   |   |    |    |     |           |        |        |      |

Futsal
| \| \| Bilans występów klubu w rozgrywkach Ukrainy (Stan na 31 maja 2021 r.) \| |                                                                       |        |       |   |   |   |    |    |     |           |        |        |      |
| Poziom                                                                         | Rozgrywki                                                             | Sezony | Mecze | Z | R | P | B+ | B– | Pkt | Lata      | Awanse | Spadki | Naj. |
| I                                                                              | Wyszcza liha                                                          | 2      |       |   |   |   |    |    |     | 1997–1998 | 0      | 0      | 3    |
| II                                                                             | Persza liha                                                           | 0      |       |   |   |   |    |    |     |           | 0      | 0      |      |
|                                                                                | Puchar Ukrainy                                                        | ?      |       |   |   |   |    |    |     | 1997–1998 | 0      | 0      | ?    |
| Ukraina                                                                        | Bilans występów klubu w rozgrywkach Ukrainy (Stan na 31 maja 2021 r.) |        |       |   |   |   |    |    |     |           |        |        |      |

### Stadion
Klub rozgrywał swoje mecze domowe na stadionie Arsenał-Bawaria, który może pomieścić 2057 widzów.

### Hala
Drużyna rozgrywa swoje mecze w Hali SportKompleksu "Karazinski", znajdującej się przy ul. Otokara Jarosza 14 w Charkowie.

### Inne
- Żytłobud-1 Charków
- ZChO-Tesła Charków